# SGS Industries

Firmenlogo SGS Industrial Services

Die SGS Industries GmbH ist ein weltweit agierendes österreichisches Unternehmen im Bereich der Industriedienstleistung mit Sitz in Dorf an der Pram (Oberösterreich). Die SGS Industries GmbH befindet sich zu 100 % im Besitz der Griesmaier Privatstiftung.
SGS Industrial Services GmbH, die operative Tochter und Hauptgesellschaft, betreibt 16 Niederlassungen und hat vier Partnerunternehmen auf drei verschiedenen Kontinenten und beschäftigt über 800 Mitarbeiter. Der Umsatz im Jahr 2021 betrug rund 120 Millionen Euro.

## Geschichte
SGS Industrial Services GmbH wurde 2004 durch den Zusammenschluss der IC Industrieservices GmbH und der Montageabteilung der Scheuch GmbH gegründet. 2005 bis 2010 wurden erste Niederlassungen im Ausland gegründet: Tschechische Republik, Vereinigte Arabische Emirate, Ungarn, Russland und Deutschland. In dieser Zeit stieg die Mitarbeiterzahl in der SGS-Gruppe auf rund 800 an. Die Zentrale in Dorf an der Pram wurde ausgebaut und 2008 eröffnet.
Das Umwelttechnikunternehmen Scheuch GmbH (vormals 51 % Eigentümer) zog sich 2012 aus der SGS Industrial Services zurück. Seitdem ist der Gründer Werner Griesmaier zu 100 % Eigentümer der SGS Industrial Services.
Es wurden Standorte in Libyen, Venezuela und Chile eröffnet. Ebenso wurde eine Niederlassung in den USA gegründet. Die SGS Industrial Services Deutschland GmbH wurde strategisch neu aufgestellt und formiert. Außerdem erweiterte das Unternehmen seine Zertifizierungen im Bereich Arbeitssicherheit und Schweißtechnik.
2016 formierte sich die SGS Montage s.r.o. mit Sitz in Hradec Králové (Tschechische Republik) neu. Seitdem zählen 150 Mitarbeiter zum Team der SGS Gruppe. Für den südamerikanischen Markt entstand mit der SGS Industrial Services Mexiko eine weitere Niederlassung.
2019 wurde SGS Industrial Services Poland gegründet. Im Jahr 2019 waren etwa 100 Mitarbeiter für SGS Polen beschäftigt. In diesem Jahr hat die SGS Industrial Services mit 800 Mitarbeitern 120 Millionen Euro umgesetzt.
Mit der deutschen Bähr Anlagenbau GmbH wurde die SGS Gruppe 2019 um einen Partner im Bereich industriellen Elektro-Anlagenbau erweitert.

## Unternehmensstruktur
Die SGS-Gruppe ist spezialisiert auf die mechanische und elektrische Montage sowie die Instandhaltung von Industrieanlagen. SGS ist in den Geschäftsbereichen Energie, Metallurgie, Holz, Holzwerkstoffe, Steine, Erde, Zement, Logistik, Maschinenbau & Automotive und Umwelttechnik tätig.